# 甘特图 (阿拉巴马州)
甘特图（英文：Gantt），是美国阿拉巴马州下属的一座城市。面积约为0.65平方英里（约合1.68平方公里）。根据2010年美国人口普查，该市有人口222人，人口密度为341.54/平方英里（约合132.14/平方公里）。